# Víkingur Gøta
Víkingur Gøta – farerski klub piłkarski z siedzibą w Leirvík i stadionem w Norðragøta. Obie te miejscowości znajdują się na wyspie Eysturoy i są od siebie oddalone o pięć kilometrów. Jego nazwa może być przetłumaczona na język polski, jako Wiking Gøta.

## Historia

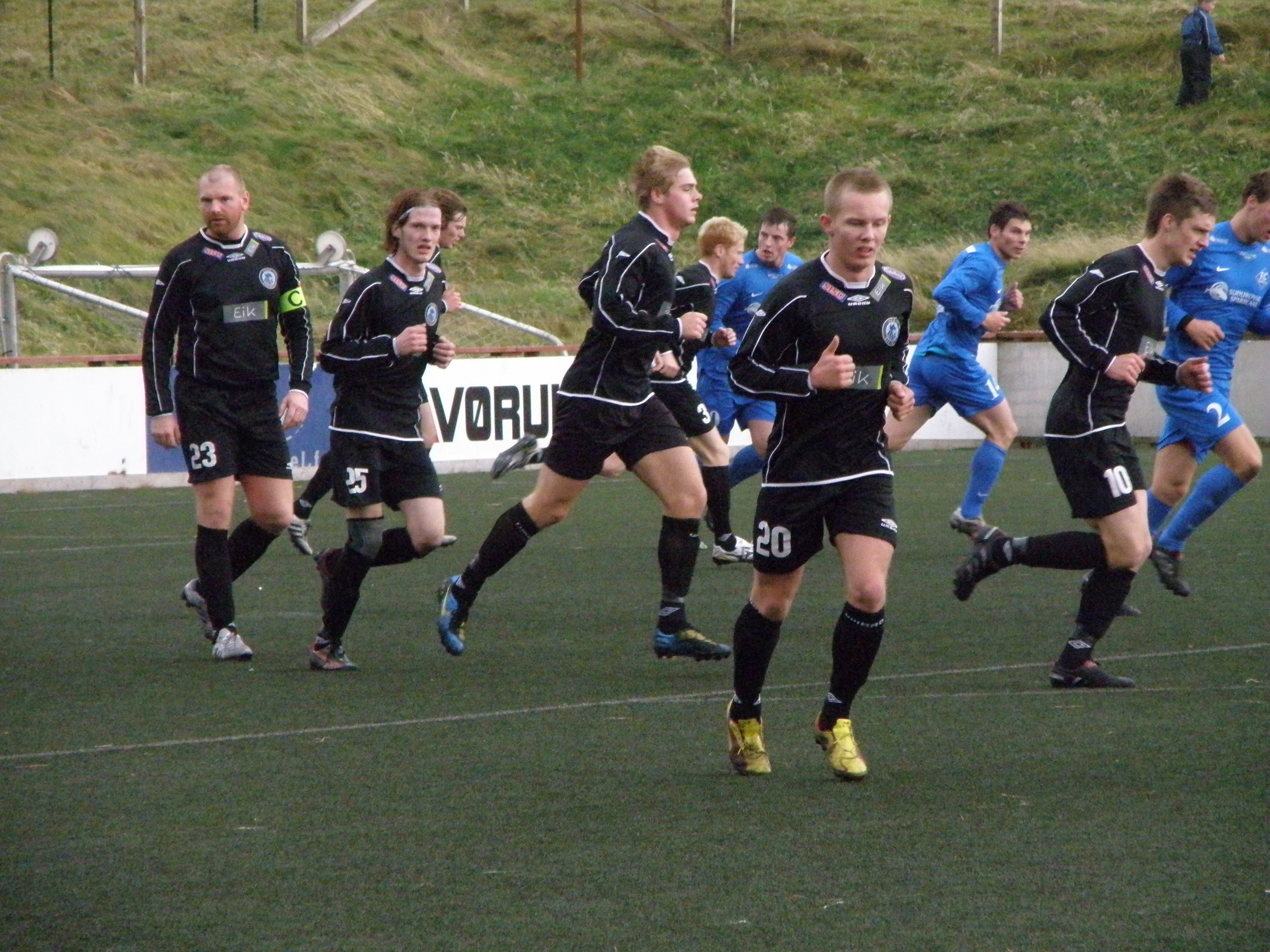
Piłkarze Víkingura w trakcie meczu z FC Suðuroy

Klub Víkingur Gøta powstał z połączenia się dwóch innych farerskich zespołów – pierwszoligowego wówczas GÍ Gøta i drugoligowego LÍF Leirvík w listopadzie 2007 roku. Działalność nowego klubu została rozpoczęta później, 4 lutego 2008 roku. Znaczna większość zawodników została wybrana ze składu GÍ Gøta.
Klub zadebiutował w pierwszej lidze w roku 2008, a jego pierwszym meczem było spotkanie na własnym stadionie 31 marca 2008 przeciwko B68 Toftir, wygrane przez nowo utworzony zespół 4-1. Ostatecznie klub zakończył pierwszy sezon na piątym miejscu w tabeli po dziewięciu porażkach, sześciu remisach i dwunastu zwycięstwach. Podczas kolejnych sezonów drużyna utrzymała się w pierwszej lidze, znajdując się zwykle w górnej połowie tabeli. W sezonie 2016 zdobyła tytuł Mistrza Wysp Owczych.
Pierwszy raz w Pucharze Wysp Owczych zespół wystąpił w 2008 roku, kiedy odpadł w drugiej kolejce rundy wstępnej po przegranym w rzutach karnych meczu przeciwko 07 Vestur. W kolejnym sezonie klub dotarł do finału, w którym pokonał EB/Streymur 3:2 i wywalczył pierwsze z pięciu trofeów.
Zespół występuje także regularnie w międzynarodowych rozgrywkach klubowych, organizowanych przez UEFA. Dotychczas najlepszym jego rezultatem było dotarcie do trzeciej rundy fazy kwalifikacyjnej Ligi Europy 2014/15, po wygraniu dwóch meczów przeciwko: FC Daugava (2:1, 1:1) i Tromsø IL (0:0, 2:1). Ostatni dwumecz przeciwko HNK Rijeka zakończył się rezultatem 1:9 (1:5, 0:4).

## Sukcesy

### Krajowe
- Mistrzostwo Wysp Owczych (3x): 2016, 2017, 2024
- Puchar Wysp Owczych:
  - Zdobywca (6x): 2009, 2012, 2013, 2014, 2015, 2022
- Superpuchar Wysp Owczych w piłce nożnej:
  - Zdobywca (3x): 2014, 2015, 2016
  - Finalista (2x): 2010, 2013

### Indywidualne
- Król strzelców (2x):
  - 2009 - Finnur Justinussen
  - 2011 - Finnur Justinussen
- Piłkarz roku (1x):
  - 2016 - Sølvi Vatnhamar[10]
- Obrońca roku (1x):
  - 2016 - Atli Gregersen[10]
- Pomocnik roku (1x):
  - 2016 - Sølvi Vatnhamar[10]
- Młody piłkarz roku (3x):
  - 2009 - Finnur Justinussen[11]
  - 2010 - Finnur Justinussen[12]
  - 2014 - Bárður Hansen[13]
- Trener roku (1x):
  - 2016 - Sámal Erik Hentze[10]

## Poszczególne sezony
Objaśnienia:
1. Zmiana nazwy na Vodafonedeildin ze względu na sponsora - Vodafone.
2. Zmiana nazwy na Effodeildin ze względu na sponsora - Effo.

## Obecny skład
Stan na 21 marca 2017
| Nr | Poz. | Piłkarz              |
| -- | ---- | -------------------- |
| 1  | BR   | Elias Rasmussen      |
| 25 | BR   | Rógvi Ryggshamar     |
| 3  | OB   | Hanus Jacobsen       |
| 4  | OB   | Atli Gregersen       |
| 15 | OB   | Elias Lervig         |
| 15 | OB   | Jákup Olsen          |
| 16 | OB   | Hans Jørgen Djurhuus |
| 21 | OB   | Gert Aage Hansen     |
| 24 | OB   | Gunnar Vatnhamar     |
| 7  | PO   | Fróði Benjaminsen    |

| Nr | Poz. | Piłkarz              |
| -- | ---- | -------------------- |
| 10 | PO   | Sølvi Vatnhamar      |
| 11 | PO   | Hans Pauli Samuelsen |
| 14 | PO   | Magnus Jarnskor      |
| 18 | PO   | Fannhard Skoradal    |
| 22 | PO   | Tonni Thomsen        |
| 2  | NA   | Andreas Olsen        |
| 9  | NA   | Filip Djordjević     |
| 19 | NA   | Sorin Anghel         |
| 30 | NA   | Adeshina Lawal       |

## Dotychczasowi trenerzy
Następujący trenerzy prowadzili dotąd klub Víkingur Gøta:
Stan na 21 marca 2017
| Lp. | Imię i nazwisko      | Okres urzędowania | Okres urzędowania |
| --- | -------------------- | ----------------- | ----------------- |
| 1.  | Dido                 | styczeń 2008      | luty 2008         |
| 2.  | Anton Skoradal       | luty 2008         | listopad 2008     |
| 3.  | Jógvan Martin Olsen  | listopad 2008     | lipiec 2013       |
| 4.  | Sigfríður Clementsen | lipiec 2013       | wrzesień 2015     |
| 5.  | Sámal Erik Hentze    | wrzesień 2015     |                   |

## Europejskie puchary
Legenda do wszystkich tabel:
- Q – runda eliminacyjna, 1/16, 1/8, 1/4, 1/2 – odpowiednia faza rozgrywek, Grupa – runda grupowa, 1r gr – pierwsza runda grupowa, 2r gr – druga runda grupowa, F – finał, R – runda, PO – play-off
- k. – rzuty karne, los. – losowanie, Dogr. – dogrywka, w. – zasada bramek strzelonych na wyjeździe

| Sezon   | Rozgrywki               | Runda | Klub                     | Dom       | Wyjazd    | Ogólnie   |
| ------- | ----------------------- | ----- | ------------------------ | --------- | --------- | --------- |
| 2010/11 | Liga Europy             | 2Q    | Beşiktaş JK              | 0–4       | 0–3       | 0–7       |
| 2012/13 | Liga Europy             | 1Q    | Homel                    | 0–6       | 0–4       | 0–10      |
| 2013/14 | Liga Europy             | 1Q    | Inter Turku              | 1–1       | 1–0       | 2–1       |
| 2013/14 | Liga Europy             | 2Q    | Petrolul Ploeszti        | 0–4       | 0–3       | 0–7       |
| 2014/15 | Liga Europy             | 1Q    | FC Daugava               | 2–1       | 1–1       | 3–2       |
| 2014/15 | Liga Europy             | 2Q    | Tromsø IL                | 0–0       | 2–1       | 2–1       |
| 2014/15 | Liga Europy             | 3Q    | HNK Rijeka               | 1–5       | 0–4       | 1–9       |
| 2015/16 | Liga Europy             | 1Q    | Rosenborg                | 0–2       | 0–0       | 0–2       |
| 2016/17 | Liga Europy             | 1Q    | FK Ventspils             | 0–2       | 0–2       | 0–4       |
| 2017/18 | Liga Mistrzów           | 1Q    | KF Trepça’89             | 2–1       | 4–1       | 6–2       |
| 2017/18 | Liga Mistrzów           | 2Q    | FH                       | 0–2       | 1–1       | 1–3       |
| 2018/19 | Liga Mistrzów           | 1Q    | HJK Helsinki             | 1–2       | 1–3       | 2–5       |
| 2018/19 | Liga Europy             | 2Q    | Torpedo Kutaisi          | 0–4       | 0–3       | 0–7       |
| 2022/23 | Liga Konferencji Europy | 1Q    | Europa                   | 1–0       | 2–1       | 3–1       |
| 2022/23 | Liga Konferencji Europy | 2Q    | DAC 1904 Dunajská Streda | 0–2       | 0–2       | 0–4       |
| 2023/24 | Liga Konferencji Europy | 1Q    | Inter Club d’Escaldes    | 1–1       | 1–2       | 2–3       |
| 2024/25 | Liga Konferencji        | 1Q    | FK Lipawa                | 2–0       | 1–1       | 3–1       |
| 2024/25 | Liga Konferencji        | 2Q    | KAA Gent                 | 0–3       | 1–4       | 1–7       |
| 2025/26 | Liga Mistrzów           | 1Q    | Lincoln Red Imps         | 2–3       | 0–1       | 2–4       |
| 2025/26 | Liga Konferencji        | 2Q    | wolny los                | wolny los | wolny los | wolny los |
| 2025/26 | Liga Konferencji        | 3Q    | Linfield                 | 2–1       | 0–2       | 2–3       |